# 足手荒神

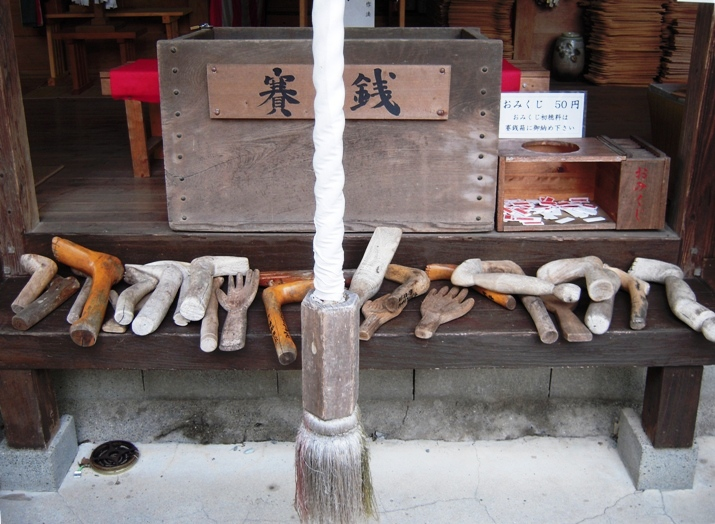
絵馬の代わりに手型や足型を奉納して治癒を祈願する。（嘉島町の甲斐神社）

足手荒神（あしてこうじん）は、手足の神である。民間信仰を起源とし、手足の病気や怪我に悩む者がその快癒を祈願するもので、信仰の特徴として手型や足型を奉納することが見られる。中にはギプスや松葉杖などを奉納するものもある。他人が奉納した手型、足型で患部をなでる例もある。
信仰される地域は、秋田県、福岡県、熊本県、大分県などで、四国に及んでいるとの報告もある。熊本県嘉島町の甲斐神社（中郡甲斐神社）、熊本県大津町の西鶴甲斐神社や、熊本県八代市の医王寺は、「足手荒神」と通称されている。熊本の玉名市、大分の大分市、別府市などでは「手足荒神」と言う。

## 信仰の対象
熊本県八代市の医王寺や、熊本県阿蘇市の西巌殿寺には、足手荒神として青面金剛が祀られているという。青面金剛は、庚申信仰の本尊であり、病魔退散の力を有するとされているものである。
一方で、西巌殿寺の足手荒神はお鏡石という丸い霊石が信仰の対象で、大分県竹田市飛田川や熊本県小国町の足手荒神などはこの分霊で、信仰圏は大野郡、直入郡、さらに宇和海を渡り四国にまで及ぶとの報告もある。
熊本市中央区にある本覚寺境内の足手荒神では、22世住職が掘り出したという五輪塔の丸石を祀り、玉名市岱明町の手足荒神では、五輪塔の石を寄せ集めた六輪塔をご神体とする。
熊本県山鹿市の宗泉寺では、「足手三宝大荒神」を祀り、八代市の医王寺についても、三宝荒神の文字と梵字が刻まれ、荒神の祭りが庚申祭りであるとの民俗学者による記録があり、三宝荒神信仰との結びつきも見られる。
手足を負傷して死んだという武将・甲斐親英（宗立）を祀る熊本県嘉島町の甲斐神社は足手荒神の総本社と称し、熊本県和水町や菊池市下古閑集落の足手荒神、熊本県大津町の西鶴甲斐神社、荒尾市の府本甲斐神社、熊本県美里町の砥用甲斐神社（現在廃社）などは、この分霊を勧請したものという。
もっとも、同じ熊本の中でも、旧飽託郡の足手荒神について、手足の疾病のため敵に追いつかれて落命した託麻某という武士の後身であるとする、甲斐宗立とは別の伝来も報告されている。
また、別府市南立石の「手足荒神」は、やはり手足の疾病平癒を祈願し、手型足型を奉納するという信仰であるが、これにも手足を痛めていて不覚をとった武士についての由緒があり、概略は次のようなものである。慶長5年（1600年）、九州の関ヶ原と言われる石垣原の戦い（黒田如水 対 大友義統）の前日の夜半、斥候中に崖から落ち、手足を骨折した黒田方の侍が大友の兵に捕らえられた。侍は、『手を挫かずば、お前共の手に掛かる者ではない。切って手柄にせよ。死して百年の後まで、魂はこの世にとどまり、手足を挫いた者を救うであろう』と言い残し斬首された。哀れんだ大友の将・吉弘統幸が侍を手厚く埋葬したとの伝説、この合戦で傷を負った兵がこの地で傷を癒したとの伝説があり、手足を挫いた者がここを参詣すると不思議に治ることから、祠を建て「手足荒神」として信仰されるようになったのだという。元は個人の屋敷神であったらしいが、その信仰圏は大分方面や速見郡などに広がっているとされる。
大分県九重町の二日市足手荒神社は、少彦名神などを祭神とし、薬師如来が刻まれた室町時代のものと推定される石造宝塔をご神体とする。少彦名神も薬師如来も、医薬の神仏とされるものである。

## 信仰される地域
信仰される地域は、秋田県男鹿市、福岡県久留米市田主丸町、福岡県三井郡大刀洗町、熊本県、大分県大分市、大分県竹田市大分県豊後大野市、大分県玖珠郡九重町、大分県日田市などである。大分県から海を越えて四国にも及んでいるとの報告もある。また、大分県別府市には、「手足荒神」という同様の信仰があり、大分方面、速見郡に広がりを見せているという。「手足荒神」は大分市や熊本県玉名市岱明町にも確認されている。

## 各地の足手荒神

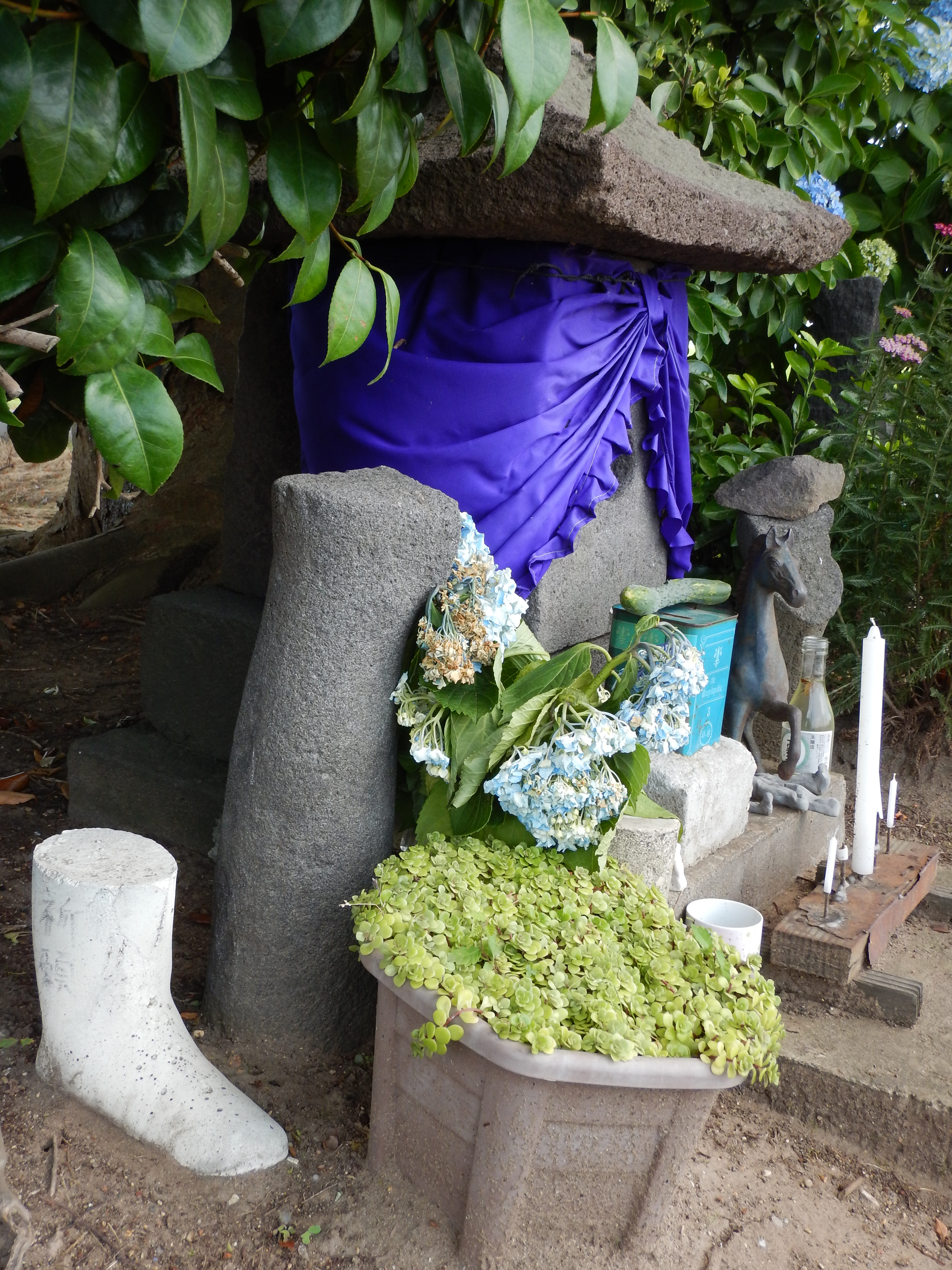
秋田県男鹿市福川の足手荒神

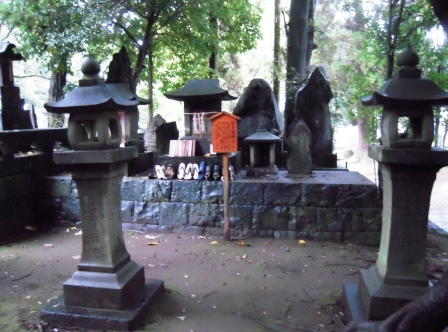
大宮神社境内の足手荒神（熊本県山鹿市）

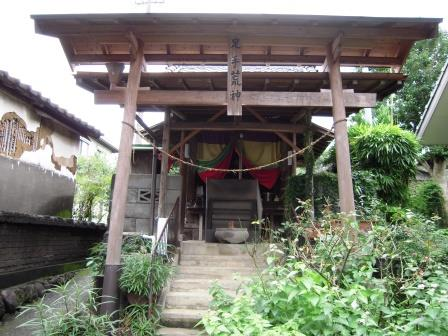
西鶴甲斐神社（熊本県菊池郡大津町）

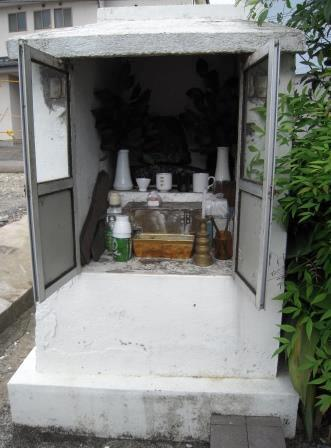
瀬川の足手荒神（熊本県水俣市）

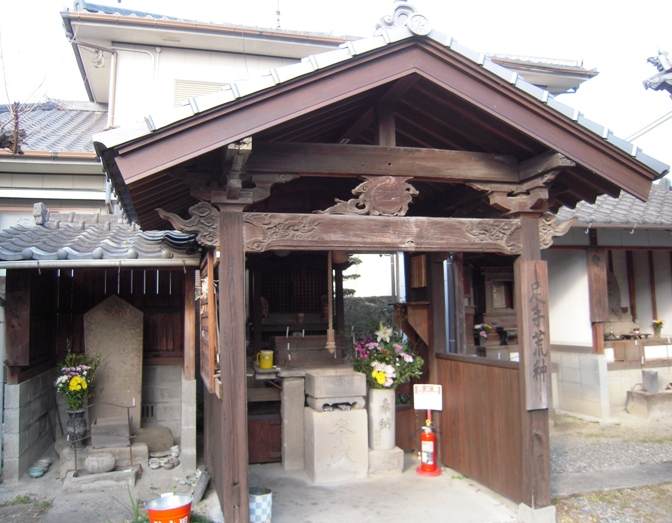
医王寺境内の足手荒神（熊本県八代市）

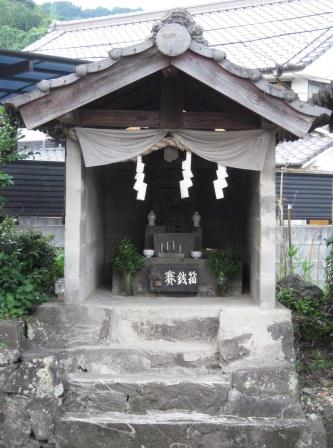
本町の手足荒神（大分県大分市大字野津原）

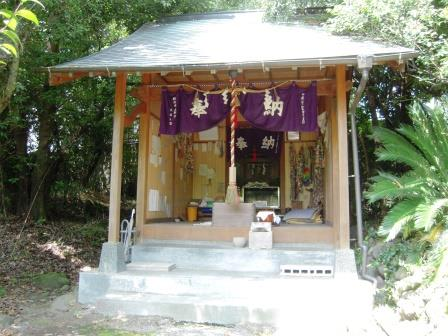
手足荒神（大分県別府市南立石）

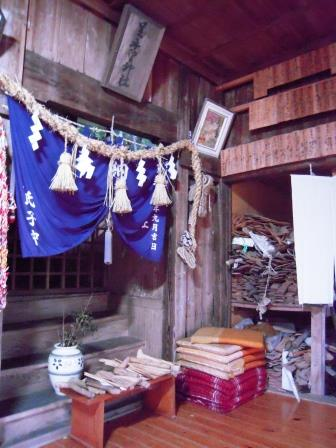
足手荒神社（大分県竹田市飛田川字天神）

※ 地名は現在のもの

### 秋田県
- 足手荒神（秋田県男鹿市船川港本山門前）[23]
- 足手荒神（秋田県男鹿市福川）[24][36] - 秋田県道304号払戸琴川線沿いにある石祠で、地元民からは「青竜さま」と呼ばれている。昭和50年代の前半までは、県道向い側の、現在はなくなった林に置かれていたとされる[37]。石祠には「福川村 肝煎 仁兵衛 長百姓 金四郎 佐治兵ヱ 仁三郎 外」との銘文がある[38]。『日本民俗図録』の写真を見た漫画家の水木しげるがここを訪れ、数度にわたり「手足の神」として紹介した[39]ことで有名である[40]。

### 福岡県
- 草野の足手荒神（福岡県久留米市草野町）[41]

### 熊本県
- 本覚寺境内の足手荒神〔上市守霊神〕（熊本県熊本市中央区横手1-14-20）[12]
- 足手大荒神（熊本県熊本市西区河内町野出）[42]
- 医王寺境内の足手荒神（熊本県八代市袋町5-34） - 足手荒神として信仰されている青面金剛堂は、松井氏の八代城主時代における建造と伝えられ、八代市による有形民俗文化財の指定を受けている[43]。内部リンク先も参照。
- 足手荒神（熊本県八代市日奈久東町）[44][45]
- 足手荒神石塔、甲斐神社（熊本県荒尾市府本下区（敵見坂））[46]
- 足手荒神（熊本県荒尾市樺（中平））[47]
- 瀬川の足手荒神（熊本県水俣市幸町）[48] - 建立の時期や由来は不明。ご神体は波形模様のついた自然石[49]。
- 袋の足手荒神（熊本県水俣市袋） - ご神体は当初は自然石、現在は石造りの仏像[50]。
- 手足荒神（熊本県玉名市岱明町）[13]
- 宗泉寺境内の足手三宝大荒神[14]（熊本県山鹿市藤井999）
- 大宮神社境内の甲斐神社〔足手荒神〕（熊本県山鹿市山鹿196）[51]
- 足手荒神（熊本県山鹿市菊鹿町松尾（大林））[52]
- 下古閑の足手荒神（熊本県菊池市小木） - 石造立像の荒神を祀る[53]。
- 黒竹の足手荒神（熊本県菊池市原）[53]
- 金峯の足手荒神（熊本県菊池市重味）[53]
- 焼野の足手荒神（熊本県菊池市班蛇口治部古閑）[53][54]
- 足手荒神（熊本県上天草市大矢野町登立（成合津）） [55]
- 足手荒神（熊本県上天草市松島町教良木）[56]
- 西巌殿寺境内の足手荒神[57]（熊本県阿蘇市黒川1114）
- 西湯浦八幡宮境内の足手荒神[58]（熊本県阿蘇市西湯浦）
- 足手荒神（熊本県玉名郡玉東町木葉）[59]
- 足手荒神（熊本県玉名郡玉東町上木葉（土生野））[59]
- 立山の足手荒神[60]〔手足の神様〕（熊本県玉名郡和水町板楠）[61][62]
- 足手荒神（熊本県玉名郡和水町日平（北迫）） - 「足手荒神さんのサカキ」と呼ばれる榊の大木がある[63]。
- 西鶴甲斐神社（熊本県菊池郡大津町大字室1030）[64][65] - 祭神として甲斐宗運を祀る[66]。3月15日に行われる「初市」は、この神社の市が始まりであった[67]。
- 足手荒神（熊本県阿蘇郡小国町大字宮原）[68] - 御用石工の下城徳松が、藩主の召に応じて熊本に向かう途中、足痛により歩くことができなくなったが、日頃信心する足手荒神に一心に祈ったところ軽快したという。また、その後、徳松が藩主の命による工事中、断崖から大石と共に落下し、腕をくじいた上、人事不省となり命が危ぶまれたが、足手荒神に祈念してほどなく全快したという。このことがあって、徳松が自ら堂宇を建立し、足手荒神の分霊を勧請したのが当地の足手荒神だという[69]。7月15日に足手荒神祭[70]。
- 足手荒神（熊本県阿蘇郡産山村田尻上田尻（上和田））[71]
- 足手荒神社（熊本県阿蘇郡南阿蘇村大字河陰5306-7）[72][73] - 甲斐宗運に殺された、宗運の三男・仙千代宣成を祀る[74]。慶応2年（1866年）編纂の『南郷事蹟考』に「此墓ヲ十ヶ年計リ以前ヨリ足手荒神ト名ケテ尊敬スル者多シ」とある[75]。また足手荒神碑の前の石造りの花立に「天保拾弐年」（1841年）とあり、そのころからの信仰だと推定されている[76]。
- 甲斐神社〔中郡甲斐神社〕（熊本県上益城郡嘉島町上六嘉2242）- 甲斐宗運の長男である甲斐宗立を足手荒神として祀る。
- 福王寺境内の足手荒神（熊本県上益城郡山都町城平701）[77]
- 大瀬田の足手荒神（熊本県八代郡氷川町高塚土穴瀬）[78]

### 大分県
- 本町の手足荒神（大分県大分市大字野津原）[79][28]
- 手足荒神（大分県別府市南立石一区5組-1）[80][11][33][81]
- 足手荒神（大分県日田市前津江町赤石本村）[82]
- 丸山公園内の足手荒神（大分県竹田市直入町大字長湯）[83]
- 藤目の足手荒神（大分県竹田市直入町大字下田北藤目）[84]
- 足手荒神（大分県竹田市久住町添ケ津留（米賀））[85][29][86]
- 足手荒神社〔足手皇神〕（大分県竹田市飛田川字天神）[87][11][88]
- 足手荒神（大分県竹田市飛田川字坂折）[89]
- 足手荒神（大分県竹田市拝田原）[11]
- 足手荒神（大分県竹田市次倉宮戸）[89]
- 足手荒神（大分県竹田市次倉妙見）[89]
- 足手荒神（大分県竹田市小野）[89]
- 足手荒神（大分県竹田市刈小野）[89]
- 二日市足手荒神社（大分県玖珠郡九重町大字松木）[30] - 当初は、玖珠川の支流・松木川にかかる松木橋のたもとにあったが、御守役の転居で荒れていたことから、明治34、5年ころに遷座、さらに昭和48年、参拝者の増加を受けて現在地に移したとされる[90]。崇敬者1万人と号し、4月10日と9月10日の大祭には大分県内のほか、福岡県方面、豊前地方からも集まった大勢の参拝者で賑わうという[91][92]。

## 同種の習俗
足手荒神のみならず、手足の疾病・傷害の平癒を祈願した上、手型や足型を奉納する習俗は、日本各地で広く行われてきた。その例としては、
岩手県北上市立花の千手観音堂、
栃木県足利市五十部町の大手神社、
新潟県村上市葡萄の河内神社、
福井県三方上中郡若狭町の三方石観世音、
静岡県浜松市天竜区水窪町の足神神社、
岡山県新見市大佐上刑部の足王様、
福岡県福岡市東区蒲田の曾我神社、
福岡県福岡市博多区吉塚の飛来神社、
福岡県太宰府市太郎左近の太郎左近社、
福岡県糸島市志摩稲留の瑠璃光寺、
福岡県宗像市吉留の現人神社、
福岡県篠栗町城戸の城戸千手観音堂（足手観音堂）などがある。